# Manuel II de Constantinopla
Manuel II (en griego: Μανουήλ Β΄) fue Patriarca de Constantinopla en 1244 después del breve patriarcado de Metodio II (1240) y de un período de vacante (que los historiadores fijan entre uno y cuatro años). Gobernó la sede durante unos 11 años (El Protrepticon le asigna hasta 14 años) y murió hacia 1255.
Antes de ascender al patriarcado era ya un eclesiástico destacado entre los eclesiásticos de Nicea y considerado muy piadoso y santo aunque estaba casado. Tenía un carácter suave y era servicial y amable, pero no tenía muchos conocimientos culturales.
Emitió tres decretos sinodales (Sententiae Synodales) que constan en el Ius Graeca-Romanum de Leunclavius, uno de los cuales está fechado en 1250.